# Empoulsenia monothrix
Empoulsenia monothrix är en kräftdjursart som beskrevs av Louis S. Kornicker 1988. Empoulsenia monothrix ingår i släktet Empoulsenia och familjen Cylindroleberididae. Inga underarter finns listade i Catalogue of Life.